# Jean-Léon Gérôme
Jean-Léon Gérôme (født 11. maj 1824 i Vesoul i Haute-Saône, død 10. januar 1904 i Paris) var en fransk maler og billedhugger,  der arbejdede i stilarten akademisk kunst, som han bragte til et kunstnerisk højdepunkt.
Gérôme malede hovedsageligt historiske motiver og mytologiske figurer og modellerede statuer.